# Thomas Nides
Thomas Richard Nides (1961) es un diplomático estadounidense. Fue embajador de Estados Unidos en Israel desde noviembre de 2021 hasta julio de 2023. Fue un banquero estadounidense y el director gerente y vicepresidente de Morgan Stanley.